# Borolong
Borolong es una localidad situada en el Distrito Central, Botsuana. Se encuentra a 20 km al noroeste de Francistown.Tiene una población de 5.184 habitantes, según el censo de 2011.